# Diecezja warszawsko-praska

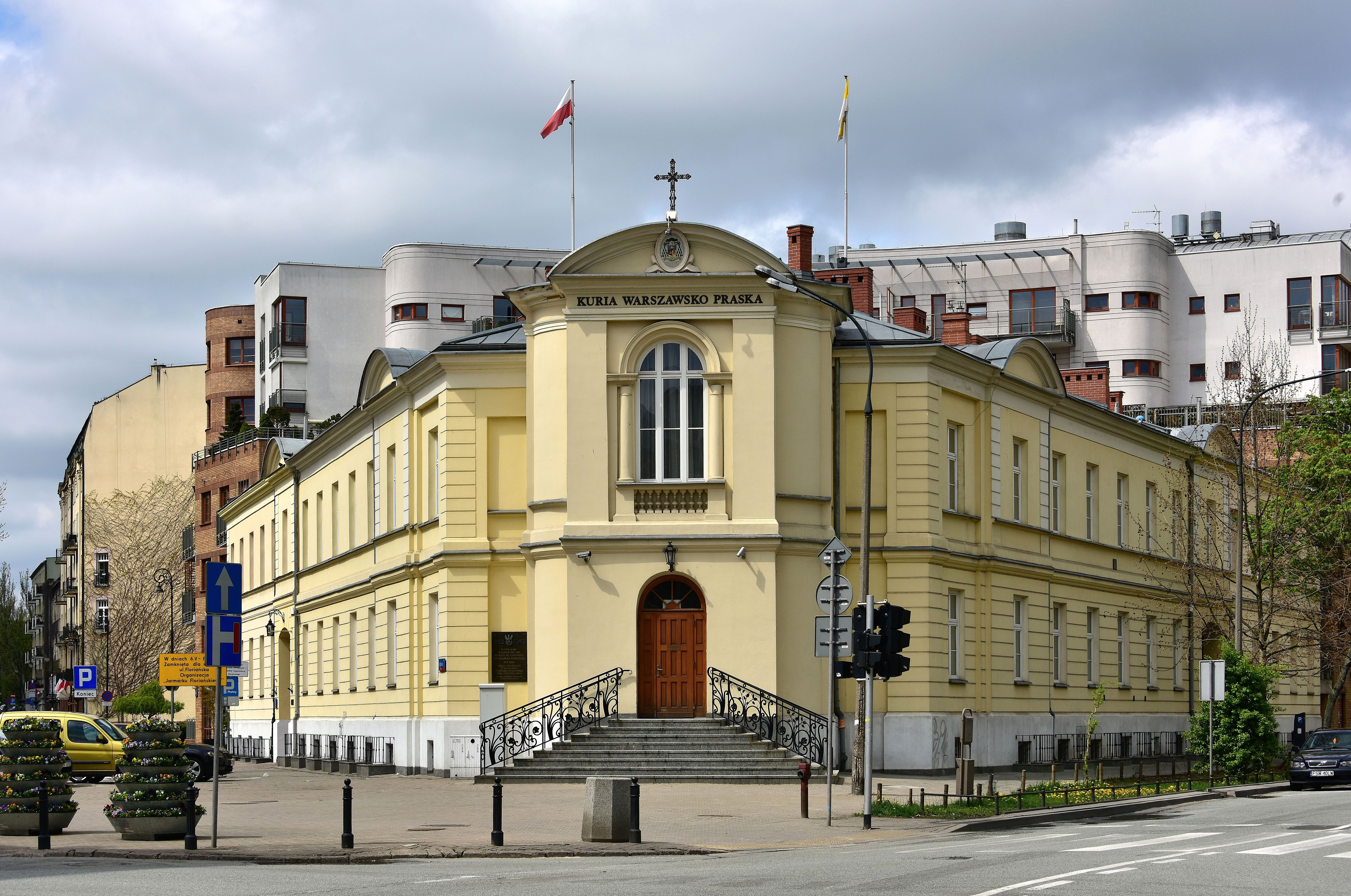
Siedziba kurii warszawsko-praskiej przy ul. Floriańskiej 2

Diecezja warszawsko-praska (łac. Dioecesis Varsaviensis-Pragensis) – jedna z 3 diecezji obrządku łacińskiego w metropolii warszawskiej wydzielona z terenu archidiecezji warszawskiej i diecezji płockiej (obejmuje prawobrzeżną Warszawę, tereny w dorzeczach Wisły i Narwi, ograniczone od wschodu Kałuszynem, Kamieńczykiem, Latowiczem, Pniewnikiem, Urlami, a od południa Karczewem, Kołbielą), ustanowiona 25 marca 1992 przez papieża Jana Pawła II bullą Totus Tuus Poloniae populus (z łac. „Cały Twój lud w Polsce”).

## Instytucje
- Kuria diecezjalna
- Sąd biskupi
- Wyższe Seminarium Duchowne Diecezji Warszawsko-Praskiej pw. Matki Bożej Zwycięskiej
- Kapituła katedralna
- Kapituła konkatedralna
- Kapituła radzymińska
- Caritas Diecezji Warszawsko-Praskiej
- Radio Warszawa
- Archiwum diecezjalne
- Akademik Praski
- Chór Katedry Warszawsko-Praskiej „Musica Sacra”
- Cmentarz Bródnowski

## Biskupi
zobacz też: biskupi warszawsko-prascy

## Biskup diecezjalny
- ks. bp Romuald Kamiński (od 2017)

## Biskupi pomocniczy
- ks. bp Jacek Grzybowski (wikariusz generalny) (od 2020)
- ks. bp Tomasz Sztajerwald (wikariusz generalny) (od 2024)

## Główne świątynie
- Bazyliki:
  - Bazylika katedralna św. Michała i św. Floriana w Warszawie, ul. Floriańska 3 (rocznica poświęcenia: 29 września)
  - Bazylika Najświętszego Serca Jezusowego w Warszawie, ul. Kawęczyńska 53
  - Bazylika Trójcy Przenajświętszej w Kobyłce, ul. Kościelna 2
- Konkatedra Matki Bożej Zwycięskiej w Warszawie.

## Patron
- Matka Boża Zwycięska